# Tomás Lavanini

a Compétitions nationales et continentales officielles uniquement.

b Matchs officiels uniquement.
Dernière mise à jour le 17 juillet 2024.
Tomás Lavanini, né le 22 janvier 1993 à Buenos Aires (Argentine), est un joueur de rugby à XV international argentin évoluant au poste de deuxième ligne. Il mesure 2,03m pour 130 kg.

## Carrière

### En club
Tomás Lavanini a joué avec le Hindú Club dans le championnat argentin entre 2012 et 2014. 
En 2014, il signe un contrat de trois ans avec le club français du Racing Metro 92 disputant le Top 14. Cependant, lors de la saison 2014-2015, il ne dispute que 10 matchs (pour cinq titularisations) et est libéré de son contrat.
Rentré en Argentine, il rejoint alors les Jaguares, nouvellement admis en Super Rugby pour la saison 2016. Il dispute quatre saisons avec cette franchise, et dispute son dernier match lors de la finale 2019, que son club perd face aux Crusaders.
Il rejoint ensuite le club anglais des Leicester Tigers, évoluant en Premiership,.
Après deux ans en Angleterre, il signe un contrat de deux saisons avec l'ASM Clermont Auvergne, à partir de la saison 2021-2022 de Top 14.
À la suite de ses trois saisons à l'ASM Clermont, il fait son départ du club et rejoint le Lyon OU. Le 4 août 2025 il quitte le LOU d'un commun accord.

### En équipe nationale
Tomás Lavanini a joué avec l'équipe d'Argentine des moins de 20 ans lors du championnat du monde junior 2013 en France,.
Il a obtenu sa première cape internationale avec l'Argentine le 27 avril 2013 à l’occasion d’un test-match contre l'équipe d'Uruguay à Montevideo. 
Il est retenu dans le groupe de 31 joueurs sélectionné par Daniel Hourcade pour la Coupe du monde 2015 en Angleterre. Il joue six matchs de la compétition contre la Géorgie, les Tonga, la Namibie, l'Irlande, l'Australie et l'Afrique du Sud.
En 2019, il est sélectionné dans le groupe de 31 joueurs sélectionné par Mario Ledesma pour la Coupe du monde au Japon,. Il dispute trois rencontres lors de la compétition, contre la France, les Tonga et l'Angleterre. Lors du match contre les Anglais, il reçoit un carton rouge pour un placage dangereux, et écope d'une suspension de quatre matchs.
En 2023, il est retenu par l'Argentine pour participer à la Coupe du monde en France. Durant la compétition, il dispute quatre rencontres, toutes en tant que titulaire.

## Palmarès
- Finaliste du Super Rugby en 2019 avec les Jaguares.

## Statistiques en équipe nationale
Au 17 juillet 2024, Tomás Lavanini compte 86 sélections en équipe d'Argentine, dont 75 en tant que titulaire, depuis le 27 avril 2013 contre l'équipe d'Uruguay à Montevideo. Il a inscrit trois essais (15 points). 
Il participe à trois éditions de la Coupe du monde, en 2015, 2019 et 2023. Il dispute treize matchs dans cette compétition et inscrit un essai.
Il participe à dix éditions du Rugby Championship, en 2013, 2014, 2015, 2016, 2017, 2018, 2019, 2021, 2022 et 2023. Il dispute trente-six rencontres dans cette compétition.